# Campionato europeo di arrampicata 2002
Il Campionato europeo di arrampicata 2002 si è tenuto dall'11 al 14 luglio 2002 a Chamonix, Francia.
È stata la prima edizione in cui si è svolta anche la specialità boulder.

## Specialità lead

### Uomini
| Pos. | Atleta                   | Paese     |
| ---- | ------------------------ | --------- |
|      | Alexandre Chabot         | Francia   |
|      | Tomás Mrázek             | Rep. Ceca |
|      | Ramón Julián Puigblanque | Spagna    |
| 4    | Maksym Petrenko          | Ucraina   |
| 5    | François Petit           | Francia   |
| 6    | Evgeny Ovchinnikov       | Russia    |
| 7    | François Legrand         | Francia   |
| 8    | Christian Bindhammer     | Germania  |
| 9    | Cristian Brenna          | Italia    |
| 10   | Cédric Lachat            | Svizzera  |

### Donne
| Pos. | Atleta           | Paese    |
| ---- | ---------------- | -------- |
|      | Chloé Minoret    | Francia  |
|      | Martina Cufar    | Slovenia |
|      | Sandrine Levet   | Francia  |
| 3    | Muriel Sarkany   | Belgio   |
| 5    | Emilie Pouget    | Francia  |
| 6    | Katrin Sedlmayer | Germania |
| 7    | Damaris Knorr    | Germania |
| 8    | Bettina schöpf   | Austria  |
| 9    | Natalija Gros    | Slovenia |
| 9    | Olena Kryvonis   | Ucraina  |
| 9    | Alena Ostapenko  | Ucraina  |

## Specialità boulder

### Uomini
| Pos. | Atleta             | Paese       |
| ---- | ------------------ | ----------- |
|      | Christian Core     | Italia      |
|      | Mauro Calibani     | Italia      |
|      | Salavat Rakhmetov  | Russia      |
| 4    | Serik Kazbekov     | Ucraina     |
| 5    | Malcolm Smith      | Regno Unito |
| 6    | Jérôme Meyer       | Francia     |
| 7    | Frédéric Tuscan    | Francia     |
| 8    | Wouter Jongeneelen | Paesi Bassi |
| 9    | Stephane Julien    | Francia     |
| 10   | Julien Meral       | Francia     |

### Donne
| Pos. | Atleta                   | Paese     |
| ---- | ------------------------ | --------- |
|      | Sandrine Levet           | Francia   |
|      | Fanny Rogeaux            | Francia   |
|      | Vera Kotasova-Kostruhova | Rep. Ceca |
| 4    | Myriam Motteau           | Francia   |
| 5    | Venera Chereshneva       | Russia    |
| 6    | Corinne Theroux          | Francia   |
| 7    | Ol'ga Jakovleva          | Russia    |
| 8    | Olga Shalagina           | Ucraina   |
| 9    | Nataliya Perlova         | Ucraina   |
| 10   | Emilie Abgrall           | Francia   |

## Specialità speed

### Uomini
| Pos. | Atleta                | Paese   |
| ---- | --------------------- | ------- |
|      | Maksym Styenkovyy     | Ucraina |
|      | Sergey Sinitsyn       | Russia  |
|      | Alexei Gadeev         | Russia  |
| 4    | Iakov Soubbotine      | Russia  |
| 5    | Alexandre Chaoulsky   | Russia  |
| 6    | Alexander Peshekhonov | Russia  |
| 7    | Yevgen Kryvosheytsev  | Ucraina |
| 8    | Tomasz Oleksy         | Polonia |
| 9    | Oleksandr Salimov     | Ucraina |
| 10   | Nicolas Januel        | Francia |

### Donne
| Pos. | Atleta             | Paese   |
| ---- | ------------------ | ------- |
|      | Olena Ryepko       | Ucraina |
|      | Olga Zakharova     | Ucraina |
|      | Svetlana Sutkina   | Russia  |
| 4    | Olesya Saulevich   | Russia  |
| 5    | Mayya Piratinskaya | Russia  |
| 6    | Alena Ostapenko    | Ucraina |
| 7    | Nataliya Perlova   | Ucraina |
| 8    | Olga Ochtchepkova  | Russia  |
| 9    | Edyta Ropek        | Polonia |
| 10   | Kateryna Busheva   | Ucraina |